# Victor Milliard
Victor Milliard, né aux Andelys le 19 décembre 1844 et mort à Paris le 9 mai 1921, est avocat et homme politique français.

## Biographie
Après deux échecs en 1871 et 1877, Victor Milliard est finalement élu député lors d'une élection partielle destinée à remplacer Edgar Raoul-Duval, décédé. Il siège à gauche. En 1889, il est battu par Louis Passy. À nouveau candidat en 1893, il est battu.
Entre-temps, il entre au Sénat en 1890. Il y est réélu jusqu'à son décès.
- Ministre de la Justice et des Cultes du 2 décembre 1897 au 27 juin 1898 dans le gouvernement Jules Méline.
- Conseiller général de l'Eure (1886-1910 ), élu dans le canton des Andelys.

Il est représenté en buste, sculpté par Albert Miserey.

## Liens externes

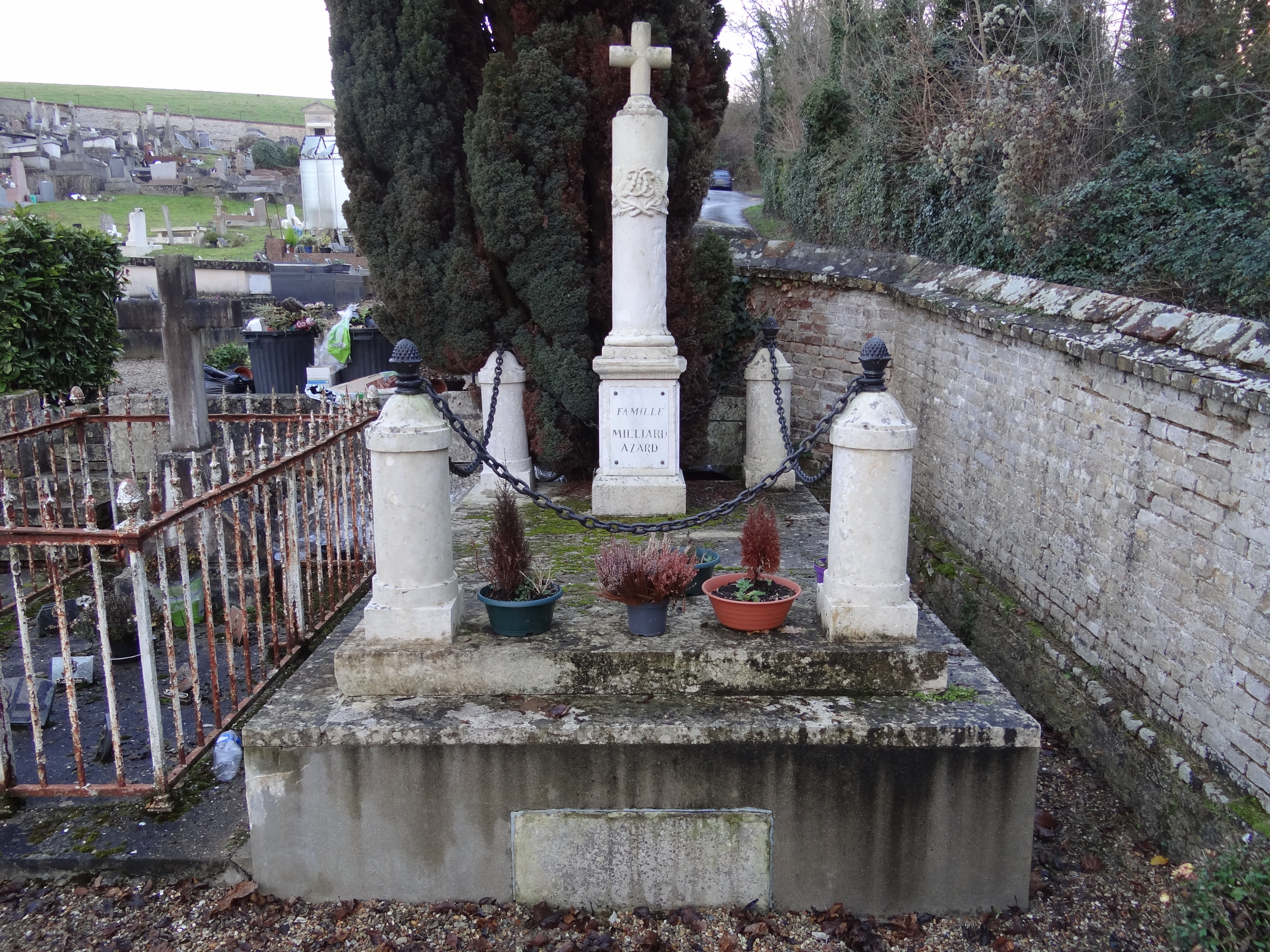
La tombe de Victor Milliard au cimetière du Grand Andely aux Andelys (Eure).

## Sources
- « Victor Milliard », dans Adolphe Robert et Gaston Cougny, Dictionnaire des parlementaires français, Edgar Bourloton, 1889-1891 [détail de l’édition]
- « Victor Milliard », dans le Dictionnaire des parlementaires français (1889-1940), sous la direction de Jean Jolly, PUF, 1960 [détail de l’édition]